# 三國連太郎
三國 連太郎（みくに れんたろう、1923年〈大正12年〉1月20日 - 2013年〈平成25年〉4月14日）は、日本の俳優、映画監督。本名は佐藤 政雄（さとう まさお）。
息子は俳優の佐藤浩市、孫は俳優の寛一郎。群馬県太田市生まれ、静岡県出身。身長178cm、体重70kg。

## 概要
個性派俳優として日本映画界を牽引し、圧倒的存在感をスクリーンに残した、日本を代表する名優の一人。デビュー以後、『ビルマの竪琴』（1956年）、『飢餓海峡』（1965年）、『はだしのゲン』（1976年）、『ひかりごけ』（1992年）など社会派作品から、『未完の対局』（1982年）、『三たびの海峡』（1995年）、『大河の一滴』（2001年）など中国を中心にした国際合作、『犬神家の一族』（1976年）、『野性の証明』（1978年）、『マルサの女2』（1988年）などの娯楽大作まで、主演・助演を問わず幅広く出演、映画出演の本数は180本余りに及ぶ。
その徹底的な役作りは真骨頂と評され、エピソードも残している。

## 来歴

### 生い立ち
母親は静岡県伊豆半島の漁村で網元の娘として生まれたが、船が沈没して一家離散により、広島県呉市の海軍軍人の家に女中奉公に出され、17歳の時に三國を身籠り追い出されて帰郷した。帰郷の途であった静岡県沼津港で父親と出会い、1922年に父親の仕事先であった群馬県太田市にて結婚、翌年1923年1月に三國が生まれた。この育ての父親は電気工事の渡り職人で、生後7か月のとき、一家で父親の故郷・静岡県松崎町へ戻った。その後、旧制豆陽中学を2年で中退するまで土肥町（現在の伊豆市）で育った。
中学時代は水泳部で活動したが、2年生で退学した。これより父親の怒りを買ってしまい、暴力から逃れるため下田港から密航を企て青島へ渡った。その後釜山で弁当売りをし、帰国後には大阪で皿洗い、ペンキ塗り、旋盤工などさまざまな職に就く。

### 徴兵、終戦まで
1943年（昭和18年）12月、20歳のとき大阪で働いていたが、徴兵検査の通知が来て故郷の伊豆へ戻り、甲種合格後、実家へ戻った。すると「おまえもいろいろ親不孝を重ねたが、これで天子様にご奉公ができる。とても名誉なことだ」という母の手紙が来た。三國は、「戦争に行きたくない。戦争に行けば殺されるかもしれない。死にたくない。何とか逃げよう」と考え、同居していた女性とすぐに郷里の静岡県とは反対の西へ向かう貨物列車に潜り込んで逃亡を図った。逃亡4日目に列車を乗り継いで山口県まで来たとき、母に「ぼくは逃げる。どうしても生きなきゃならんから」と手紙を書いた。親や弟、妹に迷惑がかかることを詫び、九州から朝鮮を経て中国へ行くことも書きそえた。数日後、佐賀県呼子で船の段取りをつけていたところで憲兵に捕まり連れ戻された。
処罰は受けず、皆と同様に赤ダスキを掛けさせられて、静岡の歩兵第34連隊に入れられた。
中国へ出征する前、最後の面会にやってきた母が「きついかもしれんが一家が生きていくためだ。涙をのんで、戦争に行ってもらわなきゃいかん」と言ったとき、母親が家のために黙って戦争に行くことを息子に強要し、逃亡先からの手紙を憲兵隊に差し出したことを知る。家族が村八分になるのを恐れ涙を呑んでの決断だったという。中国の前線へ送られた三國の部隊は総勢千数百人だったが、生きて再び祖国の土を踏めたのは20人から30人にすぎなかった。戦地へ向かう途中、身体を壊し熱病にかかる。10日間意識不明になり、死んだものだと思われ、工場の隅でむしろをかぶせられて放置されていたが、焼き場に運ばれ、いざ焼く番になってむしろをはがしたら目を覚ましたという。漢口の兵器勤務課に配属され、この部隊で終戦を迎えた。なお、三國自身は銃を一発も撃つことはなかったという。

### 戦後
1945年（昭和20年）の敗戦時、収容所に入れられ、独自に作った化粧品などを売って過ごした。中国からの復員の際に、妻帯者は早く帰国できるということで、同じ佐藤姓の女性と1946年（昭和21年）4月に偽装結婚し、同年6月に引き揚げ。復員時に長崎県佐世保市から鉄道で広島駅へ達した際には、駅から四国が望まれ、原子爆弾の脅威を知る。その後は多種多様な職業につく。宮崎県宮崎市の妻の実家に身を寄せて宮崎交通に入社、バスの整備士として2年勤務。
1948年（昭和23年）、女児を身籠もっていた妻と離婚して鳥取県倉吉へ行く。近くの三朝温泉へ行ったとき、戦争中に満蒙開拓団に関係していた人と知り合いになり、その紹介で県農業会（のちの農業協同組合）に入り、組合長の秘書を務めながら農村工業課を新設、サツマイモの澱粉からグルコースを採取する作業を指導する。まもなく土地の資産家の娘と再婚。

### 上京して映画界入り
1950年（昭和25年）、単身上京して福島県福島市を拠点に闇商売を始め、一時は大儲けするが結果的に挫折する。
同年12月、27歳のとき、東銀座を歩いていたところ松竹のプロデューサー小出孝にスカウトされ、松竹大船撮影所に演技研究生として入る。スカウト時には、プロデューサーの「大船のスタジオにカメラテストに来てくれないか」との言葉に、「電車代と飯代を出してくれるなら」と答えたと述懐している。またこの映画界入りの背景は偶然ではなく、東銀座でのスカウトの際、松竹の「あなたの推薦するスター募集」に、倉吉時代に出入りしていた写真館の主人が三國の写真を送っていたことを知る。
1951年（昭和26年）、木下惠介の監督映画『善魔』に、レッドパージで出演取り止めとなった岡田英次の代役として松山善三の推薦により抜擢されデビュー、役名の「三國連太郎」を芸名にする。この演技により第2回ブルーリボン新人賞を受賞する。デビュー当時、松竹が紹介した経歴は、本名、生年月日、身長、体重を除いてほとんどが嘘だらけだったが、それもまた役者の象徴として平然と聞き流すのに対して、木下は俳優としての本質的な良さを認め、三國もその資質を活かすことに努める。また、木下の勧めで3か月ほど俳優座に通った。
1952年（昭和27年）1月、東宝が稲垣浩の監督作品『戦国無頼』への出演を希望し松竹に出演許可を求めるが、三國がまだ演技研究生で松竹社員であることを理由に拒否される。しかし東宝は松竹の間に正式契約がないことを確認して本人と交渉を進め、三國を巡る松竹・東宝の争奪戦がマスコミの話題となる。三國が自ら『戦国無頼』のクランクインに参加したため、松竹は3月19日、正式に解雇する。三國は出演ののち、東宝と年間4本の出演契約を結んだ。これらの一件を通じて、義理人情を欠く「アプレ・スター」と叩かれた。
この間に2度目の離婚。翌1953年（昭和28年）に3度目の結婚をしている。
1954年（昭和29年）、稲垣監督『宮本武蔵』出演中に映画製作を再開した日活の『泥だらけの青春』に出演すると発表、東宝が折れ出演を果たす。その直後、「五社協定違反者第1号」に指定される。松竹大船撮影所の門扉に「犬・猫・三國、入るべからず」との看板が取り付けられたという。
1955年（昭和30年）、日活と専属契約を結び、1956年（昭和31年）10月末、契約切れとともにフリーとなる。
1959年（昭和34年）9月、他社出演の自由を条件に東映と専属契約、1965年（昭和40年）4月、東映を離れてフリーとなる。
専属契約とフリーを繰り返す傍ら、1963年10月、映画会社「日本プロ」を設立。第1作として『台風』を企画・監督するが、東映が「専属俳優に独立プロ活動は許さない」と反対し配給が叶わず公開中止となる。その後1969年8月、プロダクション「APC」を設立。テレビ映画やCM制作を行い、1972年3月には自主製作映画『岸辺なき河』の撮影に入るが未完となった。
1984年（昭和59年）、紫綬褒章を受章。1986年（昭和61年）には映画『親鸞・白い道』を製作・監督し、カンヌ国際映画祭で審査員特別賞を受賞。その後は『釣りバカ日誌』シリーズ（1988年 - 2009年）の「鈴木社長」役で活躍。『釣りバカ日誌』シリーズで第33回日本アカデミー賞会長功労賞を受賞。
1993年（平成5年）、勲四等旭日小綬章を受章。

### 晩年
2012年（平成24年）9月、同年春から首都圏近郊の療養型病院に入院していることが報じられた。また2012年9月13日号の『週刊文春』では、老人ホームで暮らしていることが報じられた。
2013年（平成25年）4月14日（日曜日）午前9時18分、東京都稲城市の病院で急性呼吸不全により死去。90歳没。生前、「戒名はいらない。三國連太郎のままでいく」と話していたという。

## ギャラリー

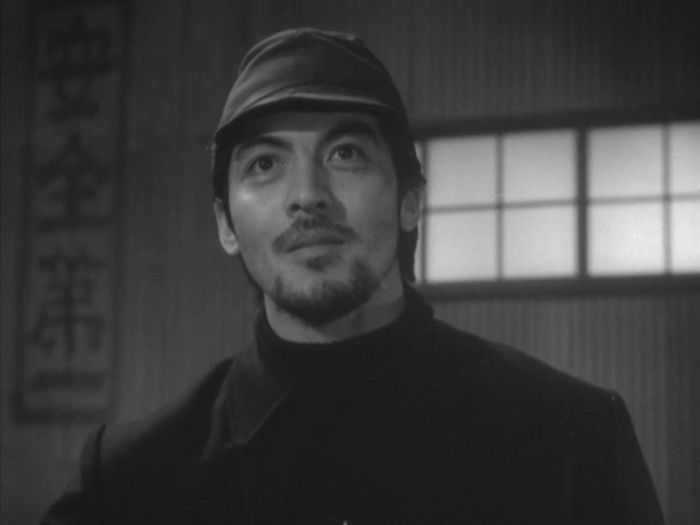
『本日休診』（1952年）
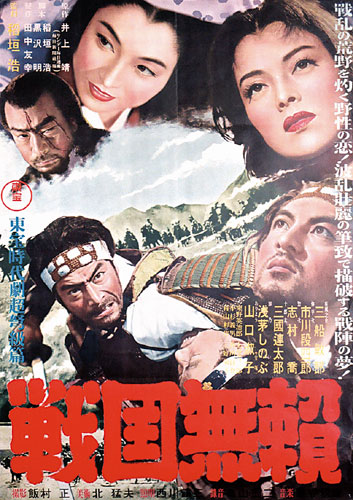
『戦国無頼』（1952年）
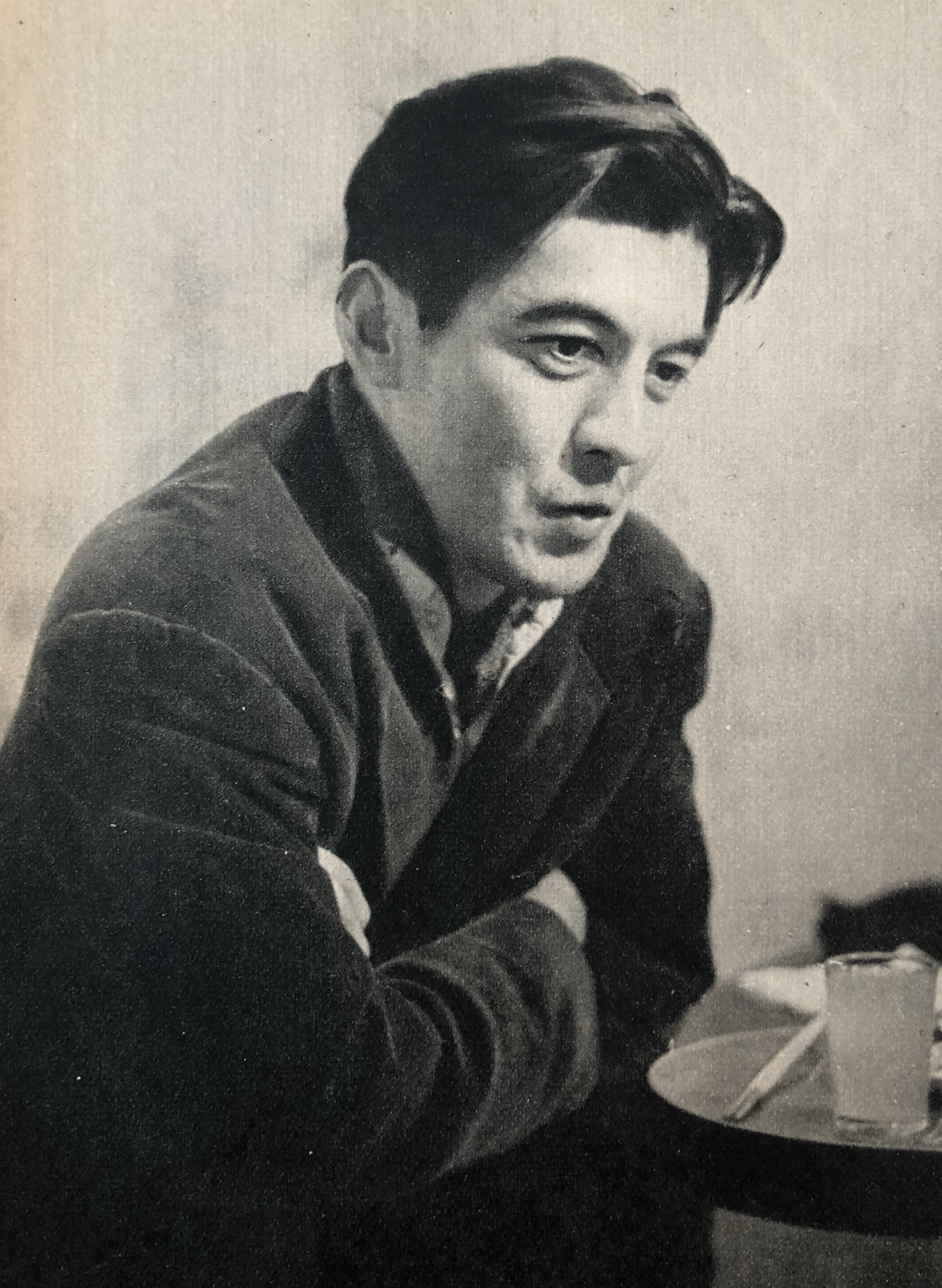
1954年
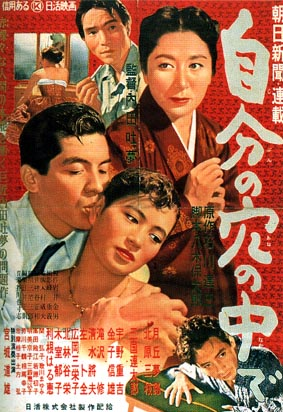
『自分の穴の中で』（1955年）
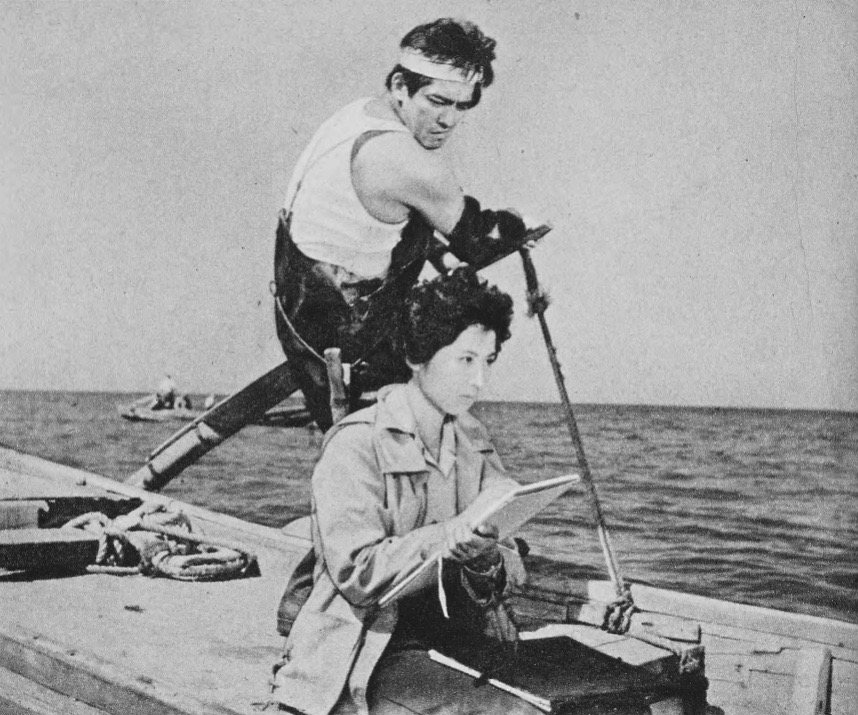
『森と湖のまつり』（1958年）
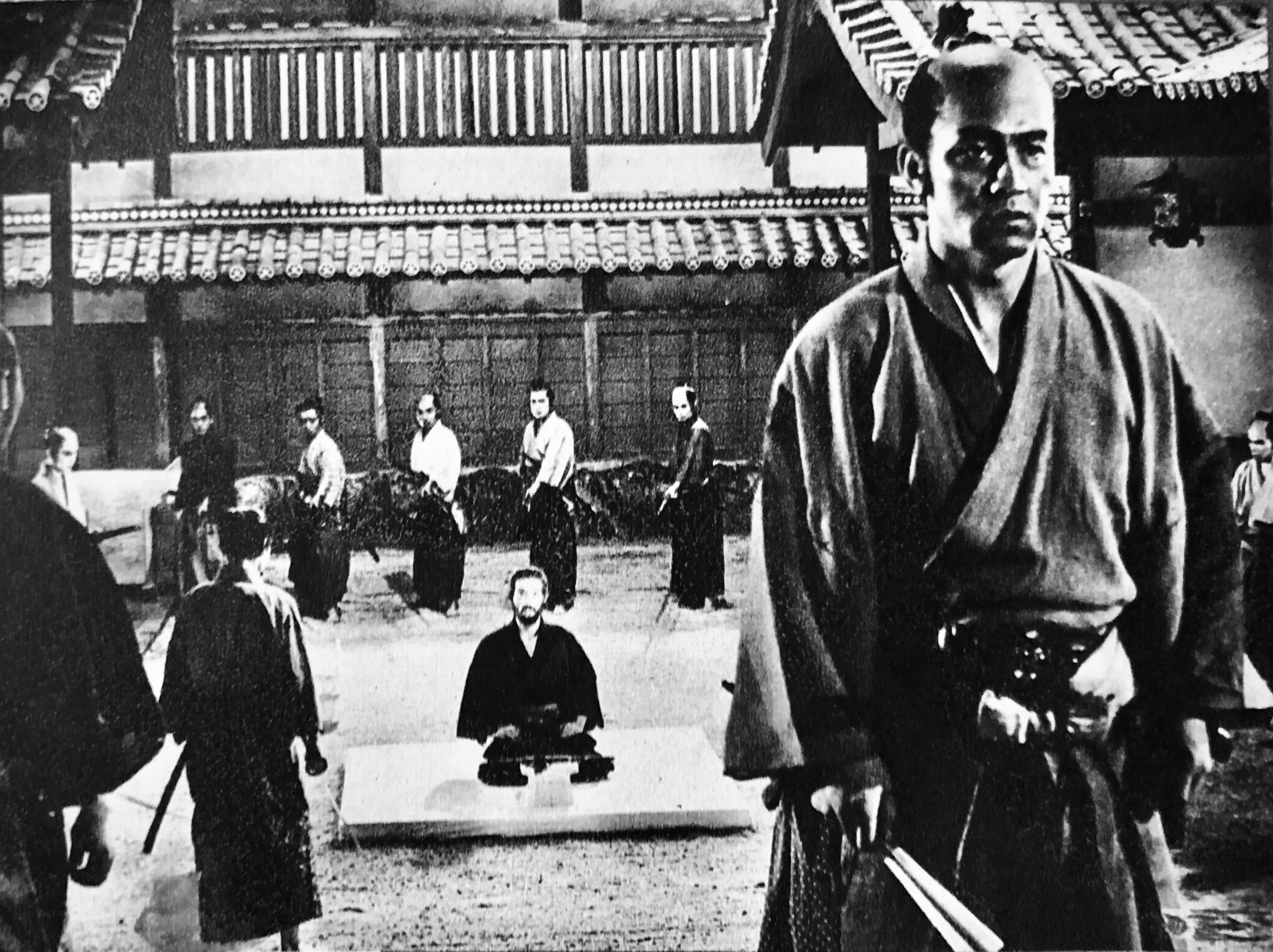
『切腹』（1962年）

## 人物・エピソード
撮影所では「連ちゃん」の愛称で親しまれた。1951年の阪東妻三郎主演の『稲妻草子』（稲垣浩監督）に三國を抜擢したのは、松竹が何とかして三國をスターとして売り出そうと考えてのことだった。当時、三國のサラリーは2万円ほどで、大食漢の三國は懐が寂しく、いつも木暮実千代に「何か食べさせてよ」と甘えていた。稲垣浩は三國を「そんなかわいい青年だった」と述懐している。その試写の席で三國の演技がまずかったと阪東から笑われたのを機に、三國は空いた時間は京都へ通い、時代劇のスターや監督の家を訪ね、教えを乞うていった。
この『稲妻草子』のあと、稲垣は東宝で『戦国無頼』を撮ることが決まっていたが、突然三國が「速見十郎太の役は僕がやります」と立候補してきた。三國は映画界に入ってまだ日も浅く、映画界の仕組みをよく知らなかったため、純粋に「いい映画に出たい、好きな役を演じたい、信頼できる監督と仕事をしたい」と、自由奔放に振る舞って松竹を抜け出したのだが、このために大騒動を巻き起こした。とうとう三國は松竹を飛び出して稲垣の下に来てしまい、松竹としてはせっかく育てた新人が逃げ出したので追いまわした。東宝は三國が捕まらないようあちこちに隠し歩いて対抗した。
三國のこの事件の後、映画各社間で、「新人が勝手に行動した場合、2年間は映画への出演を禁止する、大手会社は使うことができない」などの罰則が協約されることとなった。三國はその頃から問題児であり、東宝で十数本の映画に出演した後、やはり何らかの不満があって飛び出し、ついに東宝パージとなった。
三國は「会社は僕を商品だと思っているようですけれど、僕は息をしている人間なのですから、好きなものは好きで、いやなものは嫌だと言いたい」と稲垣によく言ったという。稲垣は三國について、「見方によってはとても子供っぽいところがあるが、その子供っぽさのなかには、ほかの俳優が持っていないような筋金が通っているようでもある、つまりサラリーマンではない役者、それは三國連太郎なのである」とし、「クセのある俳優といえば三國連太郎にとどめを刺すだろう」と語っている。
いわゆる役者馬鹿であり、怪優・奇人とも称される。家城巳代治の監督映画『異母兄弟』（1957年）では、老人役の役作りのため治りを早さを考慮し麻酔抜きで上下の歯を10本抜いた。これについては、「夫婦役の田中絹代とどう見ても夫婦に見えないことに悩んだ末のことだ」と三國本人が述懐している。また三國が坊主頭になった際には弟子に役を与えるために、自らがバリカンを持ち、その弟子の頭を丸刈りにした。それに居合わせた全ての弟子と密着取材（写真展「三国連太郎との120日」1957年）を行なっていた写真家の山本善之助までが坊主頭となった。今村昌平の監督映画『神々の深き欲望』（1968年）では、南大東島での長期ロケで破傷風にかかり、脚一本を危うく失うところだったが、懲りずに治療を終えギャラももらわずに自費でまたロケに参加していた、と嵐寛寿郎は発言している。特に、粗暴な人物役を抱えた時期の三國はプライベートでも役にハマりこんでしまい、他人が近づきがたい状態になっていることがたびたびであった。
東映の日下部五朗プロデューサーは、「三國は約束を守らない人で、1日待っても来ないということはざら。岡田茂東映社長は三國と同世代ながら、何度も裏切られ、騙されていたから、『三國を絶対に使うな』とブラックリストの筆頭に挙げていた」と証言している。
結婚を4度経験。俳優の佐藤浩市は3番目の妻との間にできた息子である。その他にも太地喜和子とのロマンスが取り沙汰され、奔放な女性関係で知られた。太地と出会った時は19歳と41歳という22歳の年の差にもかかわらず大恋愛に発展。太地の実家にあいさつに行き「10年経ったらせがれが自立できるようになるので、結婚させてほしい」と申し出、そのまま実家で同棲を開始するも3か月目に「疲れた」という置き手紙を残して太地の元を去った。別れの10年後、太地との誌上対談にて、太地の「三國さんはどうしてあのとき、喜和子から逃げ出したんですか」という問いに対し、「10年目にして率直に言うけど…あなたの体にひれ伏すことがイヤだった。僕は臆病者ですから、のめり込む危険を絶対に避けたかったんです」と答えている。また、その後、1981年6月の『週刊読売』のインタビューでは「今までで、惹かれた女優さんは一人だけです。太地喜和子さんだけです。ぼくは、男に影響を与える女の人が好きです」と答えている。
映画界入りに際して「旧制静岡高等学校理科を経て大阪帝国大学工学部応用化学科卒（もしくは東京帝国大学卒）」と詐称。のちに芸能ジャーナリズムにそのことを暴かれたことがある  。『日本放送年鑑'68』p.733では最終学歴を「大阪工大」としている。デビュー当時のキャッチフレーズは「大阪大工学部卒業で、知性美を持つ有望な新人スター」であったが、これは「私の提出した引揚証明書に阪大工学部卒と戦没者の学歴が書いてあった」ためである、と三國は説明していた。
電気職人だった養父が被差別部落の出身であることを公表しており、差別問題に関する著作、講演活動等も行っている。養父との関係は良く、母親よりも養父のことが好きだとインタビューで述べている。
戦争体験の話でよく話している、「戦後すぐ故郷静岡に帰る途中に、広島で途中下車し、原爆で焼け野原になった広島の街の光景を見た」という話だが、何故、広島で途中下車したかについては公の場では話さない。戦争中、全国の大半の兵隊は広島の宇品港から外地へ送られたが、三國も出征の前日、死地へおもむく前に、女性を一度でいいから抱いてみたいと広島市内の遊廓で筆下ろしをした。三國はこの遊女が忘れられず、「どんな卑怯なふるまいをしてもいい、どんな恥をうけても生きて還りたい。もう一度あの女を抱きたい」と心の中で誓い、帰還して実はこの女を探すため、まっすぐ広島へ向かったのである。この話は三國の著書『わが煩悩の火はもえて 親鸞へいたる道』や『生きざま 死にざま』にも書かれているほか、かつて『中国新聞』の原爆特集で話したことがある。
徴兵忌避中に同行した女性の実家が岡山にあり、広島で下車後、岡山に立ち寄った。彼女には既に子供がいたため、三國は声をかけずに立ち去ったという。
静岡県沼津市在住だったことがあり、沼津市の観光大使（キャンペーン隊）である「燦々ぬまづ大使」に通算6回に渡り選ばれている。
『人間の約束』で息子・佐藤とワンシーンのみの初共演を果たした後、『美味しんぼ』で本格的に親子の役を演じる。
『釣りバカ日誌』シリーズでは「スーさん」の愛称で親しまれた。自身としても、同一人物の役を最も長い期間演じた作品シリーズとなり、名実共に晩年の代表作品となった。シリーズ最終作となった『釣りバカ日誌20 ファイナル』の会見では「混迷の映画界の中で暗中模索した冒険ともいえる作品」「スタッフの作品作りに対する情熱は日本映画史に永遠に残る」「僕にとっては生涯の仕事。俳優生活の名誉」と総じて肯定的に評価した。
1967年4月に行われた東京都知事選挙では、社会・共産推薦候補の美濃部亮吉を応援。選挙公報に記された支持者一覧に名を連ねた。

## 受賞
- ブルーリボン賞
  - 1951年：新人賞『善魔』
  - 1960年：主演男優賞『大いなる旅路』
  - 1979年：助演男優賞『復讐するは我にあり』
  - 1989年：主演男優賞『利休』
  - 2013年：特別賞
- 毎日映画コンクール
  - 1961年：男優助演賞『はだかっ子』『飼育』
  - 1965年：男優主演賞『飢餓海峡』『にっぽん泥棒物語』
  - 1974年：男優主演賞『襤褸の旗』
  - 1989年：男優主演賞『利休』『釣りバカ日誌』
- キネマ旬報賞
  - 1965年：男優賞『にっぽん泥棒物語』
  - 1979年：助演男優賞『復讐するは我にあり』
  - 1989年：主演男優賞『利休』
  - 1991年：主演男優賞『息子』
- 報知映画賞
  - 1979年：助演男優賞『復讐するは我にあり』
  - 1989年：主演男優賞『利休』『釣りバカ日誌』
- 1984年：紫綬褒章
- 1987年：カンヌ国際映画祭 審査員賞『親鸞 白い道』
- 1989年：紀伊国屋演劇賞個人賞『ドレッサー』
- 日本アカデミー賞
  - 1990年：最優秀主演男優賞『利休』『釣りバカ日誌』
  - 1992年：最優秀主演男優賞『息子』[49]
  - 1996年：最優秀主演男優賞『三たびの海峡』[50]
  - 2013年：会長特別賞
- 1991年：日刊スポーツ映画大賞主演男優賞『息子』
- 日本映画批評家大賞
  - 1991年：男優賞『息子』
  - 2003年：ダイヤモンド大賞
- 1965年：ホワイトブロンズ賞 主演男優賞『飢餓海峡』
- 1992年：モンテカルロ・テレビ祭最優秀男優賞『冬の旅』
- 1993年：勲四等旭日小綬章
- 2007年：毎日芸術賞特別賞 『釣りバカ日誌』『北辰斜にさすところ』の演技で
- 2010年：山路ふみ子映画賞山路ふみ子文化財団特別賞

## 出演

### 映画
- 善魔（1951年、松竹） - 三國連太郎
- 少年期（1951年、松竹） - 下村先生
- 海の花火（1951年、松竹） - 矢吹毅
- 命美わし（1951年、松竹） - 寛一
- 稲妻草紙（1951年、松竹） - 船来源三郎
- 本日休診（1952年、松竹） - 勇作
- 戦国無頼（1952年、東宝）
- 上海の女（1952年、東宝）
- 美女と盗賊（1952年、大映）
- 夫婦（1953年、東宝） - 武村良太
- 妻（1953年、東宝） - 谷村忠
- 太平洋の鷲（1953年、東宝） - 政務参謀[51]
- 赤線基地（1953年、東宝）
- さらばラバウル（1954年、東宝）
- 泥だらけの青春（1954年、日活） - 加地茂樹
- 宮本武蔵（1954年、東宝） - 本位田又八
- 警察日記（1955年、日活） - 花川巡査
- あした来る人（1955年、日活）
- ビルマの竪琴 第一部・第二部（1956年、日活） - 井上隊長
- 死の十字路（1956年、日活）
- ニコヨン物語（1956年、日活） - 大工の為さん
- 異母兄弟（1957年、独立映画） - 鬼頭範太郎
- 鷲と鷹（1957年、日活） - 佐々木
- 美徳のよろめき（1957年、日活）
- 風と女と旅鴉（1958年、東映）
- 夜の鼓（1958年、現代ぷろだくしょん） - 小倉彦九郎
- 森と湖のまつり（1958年、東映） - 大岩猛
- 荷車の歌（1959年、全国農村映画協会） - 茂市
- キクとイサム（1959年、松竹） - 新聞社の人
- 大いなる旅路（1960年、東映） - 岩見浩造
- 大いなる驀進（1960年、東映） - 松崎義人
- 宮本武蔵シリーズ（東映） - 沢庵宗彭
  - 宮本武蔵（1961年）
  - 宮本武蔵 般若坂の決斗（1962年）
  - 宮本武蔵 巌流島の決斗（1965年）
- 飼育（1961年、大宝） - 鷹野一正
- はだかっ子（1961年、東映） - 尾沢おじさん
- 二・二六事件 脱出（1962年、東映） - 速水友常
- 破戒（1962年、大映） - 猪子蓮太郎
- 切腹（1962年、松竹） - 斉藤勘解由
- 暗黒街最後の日（1962年、東映東京） - 芥川太郎
- 王将 （1962年、東映） -　坂田三吉
- 続・王将（1963年、東映） -　坂田三吉
- 無宿人別帳（1963年、松竹） - 新平
- 無法松の一生（1963年、東映） - 無法松/富島松五郎
- 陸軍残虐物語（1963年、東映） - 犬丸弥七
- 越後つついし親不知（1964年、東映） - 佐分権助
- 怪談（1965年、文芸プロダクションにんじんくらぶ） - 武士
- 飢餓海峡（1965年、東映） - 犬飼多吉
- にっぽん泥棒物語（1965年、東映） - 林田義助
- 脅迫（おどし）（1966年、東映） - 三沢営業部長
- 処刑の島（1966年、大映）
- 座頭市シリーズ
  - 座頭市牢破り（1967年、大映） - 清滝の朝五郎
  - 座頭市御用旅（1972年、東宝） - 鉄五郎
- 神々の深き欲望（1968年、日活） - 太根吉
- 新選組（1969年、東宝） - 芹沢鴨
- 野獣都市（1970年、東宝）
- 蝦夷館の決闘（1970年、東宝）
- 戦争と人間（日活） - 鴫田駒次郎
  - 第一部 運命の序曲（1970年）
  - 第二部 愛と悲しみの山河（1971年）
- 内海の輪（1971年、松竹） - 西田慶太郎
- 真剣勝負（1971年、東宝） - 宍戸梅軒
- 甦える大地（1971年、石原プロ / 松竹）
- 約束（1972年、斎藤プロ / 松竹） - 山室刑事
- 海軍特別年少兵（1972年、東宝） - 宮本吾市
- 旅の重さ（1972年、松竹） - 国太郎
- 藍より青く（1973年、松竹） - 田宮行義
- 戒厳令（1973年、ATG） - 北一輝
- 卑弥呼（1974年 ATG） - ナシメ
- 襤褸の旗（1974年） - 田中正造
- わが青春のとき（1975年、大映）
- 金環蝕（1975年、東宝） - 神谷直吉
- はだしのゲン（1976年、現代ぷろだくしょん）
- 妖婆（1976年、松竹） - 行者
- 犬神家の一族（1976年、東宝） - 犬神佐兵衛
- 八甲田山（1977年、東宝） - 山田正太郎
- 霧の旗（1977年、東宝） - 大塚欽三
- 皇帝のいない八月（1978年、松竹） - 江見為一郎
- 野性の証明（1978年、東映） - 大場一成
- 復讐するは我にあり（1979年、松竹） - 榎津鎮雄
- あゝ野麦峠（1979年、東宝） - 足立藤吉
- ミスター・ミセス・ミス・ロンリー（1980年、ATG）
- ちゃんばらグラフィティー 斬る!（1981年、東映）
- セーラー服と機関銃（1981年、東映） - 三大寺一
- 未完の対局（1982年、東宝）
- 彩り河（1984年、松竹） - 下田忠雄
- 朽ちた手押し車（1984年） - 安田源吾
- きみが輝くとき（1985年、東宝東和）
- 人間の約束（1986年、東宝東和） - 森本亮作
- 土佐の泥繪師 繪金（1986年、前田プロ） -ナレーター
- 螢川（1987年、キネマ東京・日映 / 松竹） - 水島重竜
- マルサの女2（1988年、東宝） - 鬼沢鉄平 役
- 嵐が丘（1988年、西友・西武セゾングループ、MEDIACTUEL） - 東の荘高丸 役
- 釣りバカ日誌シリーズ（1988年 - 2009年、松竹） - 鈴木一之助（スーさん） 役
- 利休（1989年、松竹） - 千利休
- 息子（1991年、松竹） - 浅野昭男 役
- 豪姫（1992年、松竹 / 勅使河原プロ / テレビ朝日）
- ひかりごけ（1992年、ヘラルド・エース）
- 勝利者たち（1992年、円谷プロ / 東宝）
- 大病人（1993年、東宝） - 向井武平 役
- 女ざかり（1994年、松竹） - 浦野十三
- 夏の庭 The Friends（1994年、ヘラルド・エース） - 傳法喜八
- 三たびの海峡（1995年、松竹）
- 美味しんぼ（1996年、松竹） - 海原雄山
- 生きたい（1999年、近代映画協会） - 山本安吉
- 虹の岬（1999年、東北新社 / 東宝）
- 大河の一滴（2001年、東宝）
- 風の絨毯（2003年） - 中田金太 役
- 北辰斜にさすところ（2007年、東京テアトル）
- 大鹿村騒動記（2011年、東映） - 津田義一
- わが母の記（2012年） - 伊上隼人  ※遺作

### テレビドラマ
- どたんば（1956年、NHK総合）
- 太陽の子（1961年、NET）
- お気に召すまま 第3話「天才の秘密」（1962年、NET）
- 東芝日曜劇場[注 3]（TBS）
  - 第377回「橋の下」（1964年、中部日本放送）
  - 第685回「偽りの季節」（1970年、朝日放送）
  - 第762回「あの町この町」（1971年、朝日放送）
  - 第1315回「先斗町袋小路」（1982年、毎日放送）
  - 第1629回「今日の日をこそ」（1988年）
- 徳川家康（1964年、NET）
- 松本清張シリーズ（1965年 - 1966年、関西テレビ）
- 剣（1967年、日本テレビ）
- 戦国艶物語（淀君編）（1969年、朝日放送） - 豊臣秀吉
- 日本任侠伝 第1話「國定忠治」（1969年、NET） - 国定忠治
- 霧の旗（1969年、フジテレビ） - 大塚欽三
- わが父北斎（1970年、毎日放送）
- 必殺仕掛人 第6話「消す顔消される顔」（1972年、朝日放送） - 文殊屋多左衛門
- 別れの午後（1973年、TBS）
- 切腹団十郎（1974年、毎日放送）
- 青銅の花びら（1975年、毎日放送）
- 結婚前夜シリーズ 第6話「さよならインバネス」（1976年、TBS） - 村井英三
- 赤い運命（1976年、TBS） - 島崎栄次 役
- ご存知!女ねずみ小僧（1977年、フジテレビ） - 浮右衛門（男ねずみ）
- 土曜ワイド劇場（テレビ朝日）
  - 「逃亡 雪原の銃声」（1978年）
  - 「京都殺人案内4」（1981年、朝日放送） - 中村米吉
  - 「鏡の中の未亡人」（1984年）
  - 「松本清張の高台の家」（1985年） - 深良英之輔
- 家族熱（1978年、TBS）
- 人はそれをスキャンダルという（1978年 - 1979年、大映テレビ / TBS）
- 火宅の人（1979年、日本テレビ）
- 額田女王（1980年、朝日放送） - 中臣鎌足
- 赤い死線（1980年、TBS） - 鈴木一之助
- 87分署シリーズ・裸の街（1980年6月9日、6月16日、フジテレビ）
- 木曜ゴールデンドラマ（よみうりテレビ）
  - 「恐怖!パニック!!人喰熊 史上最大の惨劇 羆嵐」(1980年） - 山岡銀四郎
  - 「五瓣の椿・復讐に燃える女の怨念」（1981年）
  - 「松本清張の喪失」（1983年） - 須田藤吉
  - 「父と娘 空白の18年・無期刑の殺人犯、いま仮釈放…」（1983年）
  - 「赤い絆」（1984年、福岡放送）
  - 「妻に捧げる」（1990年）
- 闇を斬れ（1981年、フジテレビ） - 田沼意次
- 関ヶ原（1981年、TBS） - 本多正信
- 私はタフな女（1981年、日本テレビ） - しげる 役
- 春が來た（1982年、テレビ朝日） - 周次
- 松本清張の黒革の手帖（1982年、テレビ朝日） - 楢林謙治
- リラックス〜松原克己の日常生活（1982年11月13日、関西テレビ） - 矢吹隆次
- 女たちの大坂城（1983年11月3日、よみうりテレビ） - 豊臣秀吉
- 月曜ワイド劇場（テレビ朝日）
  - 「ザ・スキャンダル 女子大生と老教授 謎の四日間」（1983年）
- 火曜サスペンス劇場（日本テレビ）
  - 「愛しき妻よさらば」（1983年）
  - 「死者からの手紙」（1985年）
- 時代劇スペシャル 子連れ狼（1984年、フジテレビ） - 柳生烈堂
- ヨコハマ物語（1985年、日本テレビ）
- 庄内おんな風土記（1988年、NHK総合）
- 冬の旅〜ベルリン物語〜[52]（1991年、NHK総合）
- 月曜ドラマスペシャル（TBS）
  - 「ボディガード北へ」（1994年、北海道放送）
- ふたりでタンゴを（1999年、NHK総合） - 山田正太郎
- 老いてこそなお（2003年、NHK総合）
- 新幹線をつくった男たち（2004年、テレビ東京）
- 恍惚の人（2006年、日本テレビ）
- 松本喜三郎一家物語 〜おじいさんの台所〜（2007年、フジテレビ）
- 探そう!ニッポン人の忘れ物「ハッピーバースデー」（2009年、フジテレビ）
- 鬼平犯科帳スペシャル 一寸の虫（2011年、フジテレビ） - 船影の忠兵衛 [53]

### ゲーム
- 玉繭物語（1998年） - 予言者・ギ 役

### ドキュメンタリー
- 遠くへ行きたい（1987年5月、よみうりテレビ）
- NHK特集「百歳の富士 奥村土牛」（1989年1月23日、NHK総合） - 朗読[54]
- いのちの響（1995年放送分、TBS）
- 世界わが心の旅 ベルリン・自由という名の哀しみ（1996年、NHK BS2）
- 知るを楽しむ「人生の歩き方『三國連太郎・虚と実を生きる』」（2009年、NHK教育） - インタビュー
- ノンフィクションW「幻の映画『岸のない河』監督・三國連太郎の再生」（2009年10月12日、WOWOW）
- NHKスペシャル「ふしぎがり〜まど・みちお 百歳の詩〜」（2010年1月30日、NHK総合） - 朗読

### CM
- 薩摩酒造（1988年）
- 味の素AGF（1996年） - コーヒーギフト
- 全日本空輸（2008年） - 息子の佐藤浩市と共演
- 皇潤（2010年） - 八千草薫、西田敏行と共演しているバージョンあり
- JCBクレジットカード

### 著書
- 『白い道 法然・親鸞とその時代 （全3巻）』（毎日新聞社、1982年／講談社文庫、1986年）
  - 『親鸞』（法蔵館、1987年）
- 『わが煩悩の火はもえて 親鸞へいたる道』（光文社カッパ・ブックス、1984年）
  - 『親鸞に至る道』（光文社文庫、1987年／光文社知恵の森文庫、2010年）
- 『俳優X君への手紙』（明石書店、1985年）
- 『生きざま死にざま』（ロングセラーズ、2006年）
- 『親鸞から親鸞へ 現代文明へのまなざし』（藤原書店、1990年、新版2013年）。野間宏との対談・対話
- 『「芸能と差別」の深層』（解放出版社（上・下）、1997年／ちくま文庫、2005年）。沖浦和光との対談・対話
- 『風狂に生きる』（岩波書店、1999年）。梁石日との共著

### 写真集
- 『Ciger 三國連太郎』（撮影沢渡朔、パルコ、1998年）
- 『貌 三國連太郎』（撮影市原基、第三書館、2003年）
- 『三國連太郎の器』（撮影信太一高、双葉社、2010年）

### 展覧会
- 写真展 『三国連太郎との120日』 （撮影：山本善之助、1957年）
- 記事 『三国連太郎の生活』 （撮影：山本善之助、『アサヒカメラ』 1957年9月号 pp.49-55、朝日新聞社）

### 評伝
- 佐野眞一 『怪優伝 三國連太郎・死ぬまで演じつづけること』（講談社、2011年）
- 宇都宮直子 『別れの何が悲しいのですかと、三國連太郎は言った』（中央公論新社、2013年）
- 宇都宮直子 『三國連太郎、彷徨う魂へ』（文藝春秋、2020年/文春文庫、2025年）

## 監督作品
- 岸のない河（未完、1972年、自主制作） - 製作・監督・主演。37年のブランクを経て、完成を目指す姿を追ったドキュメンタリーが前述のWOWOWの番組『ノンフィクションW』で放送された。
- 親鸞 白い道（1987年、松竹） - 原作・企画・脚本・監督・出演。